# St. Jobst (Lehrberg)

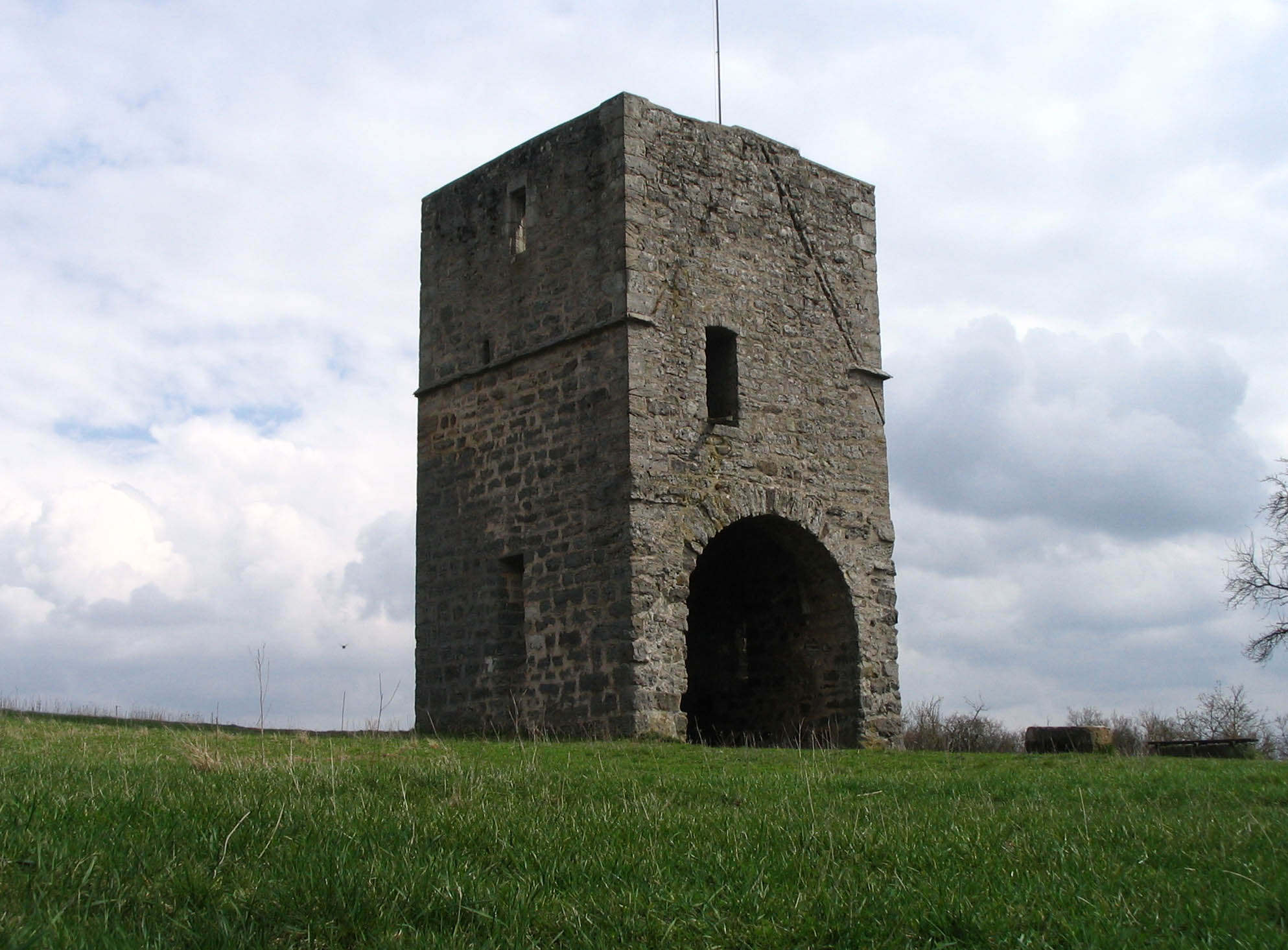
St. Jobst, Süd- und Westseite

St. Jobst ist eine ehemalige nach dem heiligen Jodok benannte evangelisch-lutherische Kapelle in Lehrberg (Dekanat Ansbach). Die Ruine wird im Volksmund „Kappl“ genannt.

## Geschichtliches
St. Jobst wurde 1430 von Eustachius v. Birkenfels, dem damaligen Lehnsherrn Lehrbergs, erbaut. 1443 wurde eine Mittelmesse eingerichtet, die von einem Kaplan zelebriert wurde. Für dessen Finanzierung wurde eine Bußzahlung von 400 fl. und ein Zentner Wachs verwendet, die Arnold von Seckendorff zu Birkenfels zu entrichten hatte, weil er Jorg von Birkenfels umgebracht hatte. Das Patronatsrecht über die Mittelmesse hatten die Birkenfelser zu Lehrberg. 1532 starb Stephan von Birkenfels ohne Nachkommen. 1534 riss Wolf von Wilhermsdorf das Patronatsrecht an sich, ließ aber die Mittelmesse nicht mehr abhalten. 1540 verkaufte er seine Rechte und Güter an Georg, dem Markgrafen von Brandenburg-Ansbach-Kulmbach. Fortan wurden die Heiligenrechnungen von St. Jobst und St. Margaretha (Lehrberg) zusammengefasst. In der Eichstätter Ämterbeschreibung des oberen Hochstifts von 1721 heißt es, dass St. Jobst ganz eingegangen sei.

## Kirchengebäude
Die ehemalige aus Bruchstein bestehende Chorturmkirche wurde auf einem Hügel, dem so genannten „Kappelberg“, unmittelbar östlich von Lehrberg errichtet. Der im Osten befindliche Chorturm hat einen quadratischen Grundriss mit einer Seitenlänge von 7 Metern. Das Langhaus im Westen hatte einen rechteckigen Grundriss von 15 Metern (N/S) × 7 Metern (O/W). 1761 waren von diesem noch die vier Wände vorhanden. An diesen waren die an die Wand gemalten Wappen und Gemälde teilweise erkennbar, u. a. der Birkenfels’sche Ring. Dem Chorturm fehlte zu dieser Zeit schon das Dach. Heute ist nur noch das Chorgeschoss und das erste Obergeschoss des Turmes erhalten. An der Westseite befindet sich der Chorbogen, darüber ein Stichbogenfenster. Im Inneren ist noch das Kreuzrippengewölbe erhalten. Der Schlussstein weist das Birkenfels’sche Wappen auf. An der Nord- und Südseite hat es eine Achse von schartenartigen Rechteckfenstern. Das Obergeschoss hat an der Ostseite ein Dreipassfenster und an der Nord- und Südseite eine Achse von ebenfalls schartenartigen Rechteckfenstern.